# Cecilio Agricio Arborio
Cecilio Agricio Arborio (in latino Caecilius Agricius Arborius; fl. III-IV secolo) è stato un nobile romano.
Era il figlio di Agricio; visse in Aquitania, dove sposò Emilia Corinzia Maura, da cui ebbe Emilia Ilaria, Emilia Driadia, Emilio Magno Arborio ed Emilia Aconia, madre del poeta Decimo Magno Ausonio, che lo celebrò nella sua opera Parentalia.
Il nome Arborio era di origine edua ed egli discendeva da nobili famiglie della Gallia Lugdunensis. Durante il regno di Vittorino, di Tetrico e di Tetrico iunior, suo nonno e suo padre furono esiliati in Aquitania, dove la famiglia visse modestamente a causa dell'impoverimento dovuto all'esilio.
Si interessava di astrologia, e trasse il tema natale di Ausonio.
Morì novantenne.